# I Don't Feel Like Dancin'
I Don't Feel Like Dancin'  è un singolo del gruppo musicale statunitense Scissor Sisters, pubblicato il 19 luglio 2006 come primo estratto dal secondo album in studio Ta-Dah.
Il brano è stato scritto insieme ad Elton John, che ha anche suonato il piano per il gruppo, e al suo paroliere Bernie Taupin; è stato inoltre la prima hit internazionale del gruppo. È divenuto uno dei tormentoni estivi del 2006.

## Descrizione
Il singolo è stato reso disponibile per il download digitale il 19 luglio 2006 ed è stato pubblicato nei negozi il 4 settembre successivo. I Don't Feel Like Dancin' ha raggiunto la vetta della classifica dei singoli più venduti in UK rimanendoci per 4 settimane e diventando il quarto singolo più venduto dell'anno. È stato frequentemente trasmesso in radio, raggiungendo la posizione numero 1 dell'airplay di alcuni paesi, tra cui l'Italia.
Il ritmo del brano, il suo arrangiamento, l'uso del falsetto ed il soggetto trattato hanno reso I Don't Feel Like Dancing soggetto di paragone con un brano del 1976 di Leo Sayer You Make Me Feel Like Dancing.
La canzone ha un segmento, dopo il primo ritornello, che è stato composto con il commodore 64.

## Tracce
Vinile da 10"
1. I Don't Feel Like Dancin' (versione album) – 4:48
2. I Don't Feel Like Dancin' (Linus Loves Vocal edit) – 4:02

UK CD 1
1. I Don't Feel Like Dancin' (versione album) – 4:48
2. Ambition – 4:39

UK CD 2
1. I Don't Feel Like Dancin' (versione album) – 4:48
2. I Don't Feel Like Dancin' (Linus Loves Dub) – 5:54
3. I Don't Feel Like Dancin' (video)

CD singolo internazionale
1. I Don't Feel Like Dancin' (versione album) – 4:48
2. Ambition – 4:39
3. I Don't Feel Like Dancin' (Linus Loves Vocal edit) – 4:02
4. I Don't Feel Like Dancin' (video)

UK iTunes Digital Single
1. I Don't Feel Like Dancin' (radio edit) – 4:39
2. Ambition – 4:39

## Remix ufficiali
1. I Don't Feel Like Dancin' (Erol Alkan Carnival of Light Re-Work)
2. I Don't Feel Like Dancin' (Linus Loves Vox)
3. I Don't Feel Like Dancin' (Linus Loves Dub)
4. I Don't Feel Like Dancin' (Linus Loves Vocal Edit)
5. I Don't Feel Like Dancin' (Paper Faces Mix)
6. I Don't Feel Like Dancin' (Teenage Badgirl Mix)
7. I Don't Feel Like Dancin' (The Young Punx Remix)

## Classifiche
| Classifica (2006) | Posizione massima |
| ----------------- | ----------------- |
| Argentina         | 12                |
| Austria           | 1                 |
| Australia         | 1                 |
| Belgio            | 1                 |
| Brasile           | 41                |
| Colombia          | 43                |
| Repubblica Ceca   | 7                 |
| Danimarca         | 4                 |
| Paesi Bassi       | 2                 |
| Europa            | 1                 |
| Estonia           | 1                 |
| Finlandia         | 2                 |
| Francia           | 33                |
| Germania          | 1                 |
| Grecia            | 21                |
| Irlanda           | 2                 |
| Italia            | 5                 |
| Giappone          | 14                |
| Lettonia          | 8                 |
| Messico           | 50                |
| Nuova Zelanda     | 6                 |
| Norvegia          | 1                 |
| Perù              | 51                |
| Polonia           | 6                 |
| Svezia            | 1                 |
| Svizzera          | 1                 |
| Regno Unito       | 1                 |
| Stati Uniti       | 102               |